# Octomeria octomeriantha
Octomeria octomeriantha är en orkidéart som först beskrevs av Frederico Carlos Hoehne, och fick sitt nu gällande namn av Guido Frederico João Pabst. Octomeria octomeriantha ingår i släktet Octomeria och familjen orkidéer. Inga underarter finns listade i Catalogue of Life.